# Brawley (Kalifornia)
Brawley város az USA Kalifornia államában, Imperial megyében. Lakosainak száma 26 416 fő (2020. április 1.).

## Népesség
A település népességének változása:

| 2010 | 24 953 |
| 2020 | 26 416 |